# Veľký Grič
Velký Grič (971,5 m n. m.) je výrazný skalnatých vrchol v pohoří Vtáčnik. Nachází se v severovýchodní části pohoří, nad městem Handlová.
Dominantu okolí pokrývá smíšený les, ale samotný vrchol nabízí výhled severním a východním směrem. Západní a jižní svahy jsou jen mírné, na severní a východní straně je prudký skalnatý sráz.

## Přístup
- po  červené značce z Handlové nebo po hřebeni od Bieleho kameně
- po  žluté značce z Veľké Lehôtky
- po  zelené značce z obce Cigeľ